# Jean-Pierre Bernard
Pour les articles homonymes, voir Bernard.
Jean-Pierre Bernard est un acteur français, né le 22 janvier 1933 dans le 12e arrondissement de Paris et mort le 7 juillet 2017 dans le 15e arrondissement de Paris.

## Biographie
Jean-Pierre Bernard suit les cours au conservatoire national supérieur d'art dramatique (Promotion 1957).
Il a été marié à Magali Noël dont il a divorcé.
Le couple a une fille Stéphanie Vial-Noël.
Sa tombe se trouve à Entrechaux (Vaucluse).

## Filmographie

### Cinéma
- 1964 : Requiem pour un caïd, de Maurice Cloche : le caïd
- 1964 : Comment épouser un premier ministre de Michel Boisrond
- 1968 : Adélaïde (nouvelle de Joseph-Arthur de Gobineau), de Jean-Daniel Simon : Christian
- 1969 : The Adding Machine (pièce d'Elmer Rice), de Jérome Epstein : Christian
- 1973 : Mais toi, tu es Pierre, de Maurice Cloche : Thomas l'incrédule
- 1974 : Raphaël ou le débauché, de Michel Deville : Norville
- 1975 : La Sanction (roman de Rod Whitaker), de Clint Eastwood : Jean-Paul Montaigne
- 1980 : Voulez-vous un bébé Nobel ?, de Robert Pouret : le financier arabe
- 1981 : Votre enfant m'intéresse, de Jean-Michel Carré
- 1981 : Une affaire d'hommes, de Nicolas Ribowski : Jean
- 1982 : Les Misérables (roman éponyme de Victor Hugo), dialogue et scénario d'Alain Decaux, de Robert Hossein : l'avocat de Champmathieu
- 1983 : Bed et Breakfast, court métrage de Christian Le Hémonet : l'homme à la valise
- 1985 : Brigade des mœurs, de Max Pécas : le Grec
- 1985 : Le Soulier de satin (pièce de Paul Claudel), de Manoel de Oliveira : don Camille
- 1986 : On a volé Charlie Spencer, de Francis Huster : l'amant de la mère
- 1988 : Mon ami le traître (roman de José Giovanni), film de José Giovanni : le capitaine
- 2002 : Monique, de Valérie Guignabodet : le vieux photographe
- 2008 : Prokalo, de Monsieur Ouestbroug : Georges
- 2009 : Un homme et son chien, de Francis Huster : un homme à la soupe populaire
- 2014 : Usurpe-Toi, court métrage de Paul-Antoine Veillon : le SDF

### Télévision
- 1961 : Les Perses (tragédie grecque éponyme d'Eschyle), téléfilm de Jean Prat : un choreute
- 1961 : La caméra explore le temps (épisode Le Meurtre de Pierre III)
- 1962 : Les Trois Henry (pièce d'André Lang), téléfilm de Abder Isker : Henri de Navarre
- 1964 : Le Théâtre de la jeunesse : Le Matelot de nulle part (roman de Herman Melville), téléfilm de Marcel Cravenne : Paul Jones
- 1964 : Tout ce que vous demanderez (pièce de Loys Masson), téléfilm de Jean-Paul Carrère : Jacques majeur
- 1965 : Thierry la Fronde (épisode Les Tuchins), série télévisée de Robert Guez : Aymeric
- 1965 : Le Roi Lear de Jean Kerchbron (téléfilm) : le duc de Cornouailles
- 1967 : Antoine et Cléopâtre (pièce de William Shakespeare), téléfilm de Jean Prat : Pompée
- 1967 : Les Habits noirs (roman de Paul Féval), feuilleton télévisé de René Lucot : André Maynotte
- 1969 : Laure, série télévisée de Moshé Mizrahi : Serge
- 1969 : Lumière violente, série télévisée de Roger Gillioz : Morales
- 1970 : Lancelot du Lac de Claude Santelli : le sénéchal Keu
- 1970 : La Hobereaute (opéra parlé de Jacques Audiberti), mise en scène Georges Vitaly, réalisation de Philippe Laïk, diffusion en différé du Festival du Marais - Hôtel de Sully : le baron Massacre
- 1972 : Mauprat (roman de George Sand), téléfilm de Jacques Trébouta : Antoine
- 1973 : L'Éducation sentimentale (roman de Gustave Flaubert), série télévisée de Marcel Cravenne : Delmar
- 1974 : Macbett (pièce d'Eugène Ionesco), téléfilm de Jacques Trébouta : Glemisse
- 1975 : Saint-Just et la Force des choses, téléfilm de Pierre Cardinal : Bertrand Barère de Vieuzac
- 1976 : Château Espérance, série télévisée de Pierre Gautherin : Mirko
- 1977 : Fachoda, la mission Marchand, feuilleton télévisé de Roger Kahane : Brazza
- 1977 : Chapeau melon et bottes de cuir (épisode The lion et the unicom), série télévisée de Ray Austin : 1st Bodyguard
- 1977 : Richelieu (livre de Philippe Erlanger), feuilleton télévisé de Jean-Pierre Decourt : Concini
- 1977 : C'est arrivé à Paris (pièce de Claude Brulé), téléfilm de François Villiers : Buridan
- 1977 : Au théâtre ce soir : L'Avocat du diable de Roger Saltel, mise en scène Robert Manuel, réalisation Pierre Sabbagh, Théâtre Marigny : Richard
- 1978 : Lazare Carnot : le glaive de la révolution, téléfilm de Jean-François Delassus : Barras
- 1978 : Les Grandes Conjurations : Le Connétable de Bourbon, série télévisée de Jean-Pierre Decourt : Bonnivet
- 1978 : Les Grandes Conjurations : La Guerre des trois Henri, série télévisée de Marcel Cravenne : Henri de Navarre
- 1980 : Cinéma 16 (épisode Le Temps d'une miss), série télévisée de Jean-Daniel Simon : Georges Borg
- 1980 : La Vie des autres (épisode La Crétoise), série télévisée de Jean-Pierre Desagnat : Nikos
- 1981 : Les Amours des années grises (épisode Joli cœur) (roman de Michel Davet), série télévisée de Gérard Espinasse : Victor Ramps
- 1982 : Commissaire Moulin (épisode Une promenade en forêt), série télévisée de Jacques Ertaud : Me Langeaux
- 1982 : Messieurs les jurés (épisode L'Affaire Tromsé), série télévisée de Jean-Marie Coldefy : Gerald Brown
- 1984 : La Bavure (roman de Jean-François Coatmeur), série télévisée de Nicolas Ribowski : le docteur Garamence
- 1984 : Julien Fontanes, magistrat (épisode La Pêche au fil), série télévisée de Guy-André Lefranc : Dany Mandina
- 1985 : Châteauvallon (3 épisodes), série télévisée de Serge Friedman et Paul Planchon
- 1992 : Force de frappe (épisode Le Sting) (histoire de Linda Watt), série télévisée de René Bonnière : Rosti
- 1994 : Maigret (épisode La Patience de Maigret), série télévisée d'Andrzej Kostenko : Pernelle
- 1995 : Le Retour d'Arsène Lupin (épisode La Robe de diamants) (roman de Maurice Leblanc), série télévisée de Nicolas Ribowski
- 2001 : Navarro (épisode Mademoiselle Navarro), série télévisée de Gérard Marx : Pasturier
- 2005 : Faites comme chez vous ! (épisode Sexe, mensonges... et coming out), série télévisée : Jacques
- 2012 : Scènes de ménages, sketchs : Roland, le courtisan d'Huguette

## Théâtre

### Comédien
- 1953 : La fille du Roi de Jean Cosmos, Le Roi
- 1954 : Œdipe roi de Sophocle, Festival de La Bourboule, Œdipe
- 1954 : Le Roi Jean de William Shakespeare, adaptation de Jean Cosmos, Robert Faulconbridge
- 1957 : Les Grenadiers de la Reine de Jean Cosmos et George Farquhar, mise en scène Guy Rétoré, Théâtre de Ménilmontant, Le sergent-recruteur
- 1958 : La Bonne Âme du Se-Tchouan de Bertolt Brecht, mise en scène Roger Planchon, Théâtre de la Cité de Villeurbanne
- 1958 : George Dandin de Molière, mise en scène Roger Planchon, Théâtre de la Cité de Villeurbanne, Clitandre
- 1959 : Les Trois mousquetaires de Claude Lochy et Roger Planchon, d'après Alexandre Dumas, mise en scène de Roger Planchon, Théâtre de l'Ambigu-Comique, Le duc de Buckingham
- 1959 : Horace de Corneille, Comédie-Française, Horace
- 1959 : La Seconde Surprise de l'amour de Marivaux, mise en scène Roger Planchon, théâtre Montparnasse, le comte
- 1960 : Les Âmes mortes d'après Nicolas Gogol, mise en scène Roger Planchon, théâtre de la Cité de Villeurbanne, Odéon-Théâtre de France, Tchitchikov
- 1961 : La Nuit des rois d'après William Shakespeare, mise en scène Jean Le Poulain, théâtre du Vieux-Colombier, Antonio
- 1961 : Othello de William Shakespeare, théâtre Récamier, Othello
- 1961 : Arden de Feversham, mise en scène Bernard Jenny, théâtre du Vieux-Colombier, Mosbie
- 1963 : Le Soulier de satin de Paul Claudel, mise en scène Jean-Louis Barrault, Odéon-Théâtre de France, don Camille
- 1965 : Les Troyennes d’Euripide, mise en scène Michel Cacoyannis, Théâtre national populaire, Festival d'Avignon, Talthibios
- 1965 : Hamlet de William Shakespeare, mise en scène Georges Wilson, théâtre national populaire, Festival d'Avignon, le roi
- 1965 : El Greco d'après Luc Vilsen, mise en scène Georges Vitaly, théâtre du Vieux-Colombier, Le Greco
- 1966 : Henri VI de William Shakespeare, mise en scène Jean-Louis Barrault, Odéon-Théâtre de France, Richard III
- 1968 : Rabelais de Jean-Louis Barrault, mise en scène Jean-Louis Barrault, Elysée-Montmartre, Pantagruel
- 1969 : La Hobereaute opéra parlé de Jacques Audiberti, mise en scène Georges Vitaly, hôtel de Sully Festival du Marais
- 1971 : Dumas le magnifique d'Alain Decaux, mise en scène Julien Bertheau, Théâtre du Palais Royal, Dumas
- 1972 : Le Cid de Pierre Corneille, mise en scène Denis Llorca, Théâtre de la Ville, dom Gormas
- 1972 : Les Frères Karamazov d'après Fiodor Dostoïevski, mise en scène Georges Vitaly, théâtre Graslin Nantes, Dimitri
- 1974 : La Nuit des pleins pouvoirs de Jacques Téphany, mise en scène Pierre Meyrand, Festival d'Avignon Off
- 1975 : Hamlet de William Shakespeare, mise en scène Denis Llorca, Festival de la Cité de Carcassonne, Festival de Marsillargues, Festival de la Mer Sète, théâtre de la Plaine, le roi
- 1976 : Phèdre de Jean Racine, mise en scène Antoine Bourseiller, théâtre Récamier
- 1978 : Notre-Dame de Paris d'après Victor Hugo, mise en scène Robert Hossein, Palais des sports de Paris
- 1979 : Danton et Robespierre d'Alain Decaux, Stellio Lorenzi et Georges Soria, mise en scène Robert Hossein, Palais des congrès de Paris
- 1985 : Le Cid de Pierre Corneille, mise en scène Francis Huster, théâtre Renaud-Barrault, dom Gormas
- 1987 : Ponce Pilate, procureur de Judée de Jean-Marie Pélaprat, mise en scène Robert Manuel, spectacle pour croisière sur le Mermoz, Socrate
- 1988 : L'Affaire du courrier de Lyon d'Alain Decaux, mise en scène Robert Hossein, Palais des sports de Paris
- 1988 : La Liberté ou la Mort d'après Danton et Robespierre d'Alain Decaux, Stellio Lorenzi et Georges Soria, mise en scène Robert Hossein, Palais des congrès de Paris, Billaud-Varenne
- 1990 : Cyrano de Bergerac d'Edmond Rostand, mise en scène Robert Hossein, théâtre Marigny, théâtre de Nice, Casteljaloux
- 1993 : Le Cid de Pierre Corneille, mise en scène Francis Huster, Estivales de Perpignan, Printemps des comédiens Montpellier, Festival International de Lyon, Théâtre de Bourg-en-Bresse, dom Gormas
- 1994 : la Nuit du crime, mise en scène Robert Hossein, théâtre de Paris, l'inconnu
- 2002 : C'était Bonaparte d'Alain Decaux et Paul Lombard, mise en scène Robert Hossein, Palais des sports de Paris
- 2004 : Les Misérables de Victor Hugo, mise en scène Marianne Serra, Festival de Vaison-la-Romaine, Jean Valjean
- 2009 : César, Fanny, Marius de Marcel Pagnol, mise en scène Francis Huster, théâtre Antoine
- 2009 : Jules et Marcel de Marcel Pagnol, Théâtre Hébertot / mise en espace et interprétation de Jean-Pierre Bernard
- 2009 : Dom Juan de Molière, mise en scène Cyril le Grix, Théâtre du Nord-Ouest, théâtre Mouffetard, La grande Scène du Chesnay, dom Juan
- 2011 : Le Cid de Pierre Corneille, mise en scène Thomas le Douarec, espace Jacques-Prévert Aulnay-sous-Bois, théâtre municipal de Grenoble
- 2012 : Electre de Jean Giraudoux, mise en scène Odile Mallet et Geneviève Brunet, théâtre du Nord-Ouest, Festival national de Bellac, le mendiant

### Mise en scène
- 2009 : Jules et Marcel de Marcel Pagnol, théâtre Hébertot, participation de Jean-Pierre Bernard